# Kampania łączona
Kampania łączona (komunikacja przez crossmedia, kampania crossmediowa) – komunikacja między odbiorcą a medium, która zachęca do korzystania z innych mediów. Innymi słowy jest to przechodzenie odbiorcy (czytelnika, słuchacza, widza) z jednego medium na drugie.
Przykładem komunikacji przez crossmedia jest informacja w gazecie o istniejącej stronie internetowej tej gazety, gdzie można znaleźć więcej informacji na dany temat (artykuły, zdjęcia, blogi, nagrania).
Komunikacja przez crossmedia jest obecnie bardzo popularną formą komunikacji między mediami a odbiorcą. Forma ta jest też reklamą mediów samych w sobie.